# Uniwersytet Bostoński
Uniwersytet Bostoński, Uniwersytet w Bostonie (ang. Boston University) – niepubliczny uniwersytet w Bostonie (Massachusetts), w Stanach Zjednoczonych. Jego zaczątkiem był Newbury Biblical Institute w Newbury (Vermont), założony w 1839. Uniwersytet został sformowany przez Massachusetts Legislature w 1869 i w przeszłości był związany ze Zjednoczonym Kościołem Metodystycznym. 
Z trzema tysiącami wykładowców i trzydziestoma tysiącami studentów uczelnia jest czwartym pod względem wielkości niepublicznym uniwersytetem w kraju i drugim, pod tym samym względem, pracodawcą w mieście. Oferuje associate's degree (w stylu polskiego studium), bachelor’s degree (dyplom Bachelor of Arts to więcej niż licencjat a mniej niż magister), master's degree (Master of Arts, dyplom magisterski) i dyplomy doktorskie w kilku kolegiach i szkołach (colleges i schools). Uniwersytet działa na dwóch miejskich kampusach – główny znajduje się nad rzeką Charles, w dzielnicy Fenway-Kenmore. Druga część uczelni to Boston University Medical Campus, wraz z afiliowanym szpitalem klinicznym Boston Medical Center (Bostońskie Centrum Medyczne), w South End.
Maskotką Uniwersytetu Bostońskiego jest Rhett the Boston Terrier.

## Kolegia i szkoły
- College of Fine Arts (CFA)
- College of Arts and Sciences (CAS)
- Graduate School of Arts and Sciences (GRS)
- College of Communication (COM)
- College of Engineering (ENG)
- College of General Studies (CGS)
- Sargent College of Health and Rehabilitation (SAR)
- School of Education (SED)
- Division of Extended Education
- School of Hospitality Administration (SHA)
- Boston University School of Law (LAW)
- Questrom School of Business
- Graduate School of Management (GSM)
- Metropolitan College (MET)
- School of Social Work (SSW)
- School of Theology (STH)
- University Professors Program (UNI)
- School of Medicine (MED)
- Goldman School of Dental Medicine (SDM)
- School of Public Health (SPH)

## Prestiż
The Times Higher Education Supplement sklasyfikował Uniwersytet Bostoński na 21. pozycji wśród uniwersytetów amerykańskich i na 54. globalnie. W Akademickim Rankingu Uniwersytetów Świata uczelnia znajduje się wśród 50 najlepszych w Stanach Zjednoczonych i 80 na świecie. US News & World Report umieścił ten uniwersytet na 60. miejscu w Stanach Zjednoczonych, przy czym kierunek prawniczy został sklasyfikowany na 22., szkoła medyczna (School of Medicine) na 28., a szkoła biznesu (Questrom School of Business) na 44. pozycji.

## Absolwenci
Absolwentami Uniwersytetu Bostońskiego jest 28 zdobywców Nagrody Pulitzera, 11 gubernatorów, 7 senatorów, Martin Luther King, Anthony Radziwill. Na uczelni tej wykładało lub wykłada 6 laureatów Nagrody Nobla (m.in. Alexander Graham Bell).